# Ander Mirambell
Ander Mirambell Viñas (Barcelona, 17 de febrero de 1983) es un deportista español que compite en skeleton desde 2005. Participó en los Juegos Olímpicos de Vancouver 2010,Sochi 2014, y en Juegos Olímpicos de Pieonchang 2018 en convirtiéndose así en el primer olímpico español en este deporte. Consiguió el puesto 24.º en Canadá y 26.º en Rusia.
Está licenciado en Ciencias de la Actividad Física y el Deporte. Además tiene un máster en Dirección, Metodología y Análisis del fútbol, y otro en Gestión y Dirección de instalaciones deportivas.
Su mejor resultado en Copa del Mundo lo consiguió en noviembre de 2017 en Lake Placid, donde fue 13.º.
En diciembre de 2010 se adjudicó la Christmas Race en el circuito austríaco de Igls, logrando la primera victoria de un español en este deporte.
Mejor resultado en un Campeonato de Europa fue 9.º  en 2017, en Winterberg (Alemania)
Aunque su mejor resultado como deportista llegó en el 2016, cuando se proclamó Campeón de la Copa América 2016, ganando cinco de las seis carreras en las que participó, teniendo en cuenta que el circuito lo componen ocho. Ganó las dos carreras de Calgary 2015, una en Park City 2016 y las dos de Lake Placid que le permitieron conseguir la victoria en la General.
También participó en la Copa América de Lake Placid 2012 (marzo) finalizando en 2.º lugar y 3.º lugar en otra carrera de la Copa América de Lake  Placid 2012 (marzo), además de competir en las pruebas iniciales de la Copa América del 2017/2017 ganando las dos carreras del mes de noviembre en Calgary.
Resultados de las pruebas individuales de la Copa América de Skeleton
- 7 Victorias
- 1 Plata
- 1 Bronce
En 2020 volvió a ganar la Copa América y se convirtió en el primer Europeo en ganar dos veces este título. Sólo un americano ha conseguido dos títulos de Campeón de América.
Antes de la práctica del Skeleton Ander Mirambell Viñas compitió en atletismo destacando:
- En la Copa de Europa de Clubs júnior 2001 Rennes con el Integra 2 L'H CNB y en la Copa de Europa Clubs júnior 2002 Moscú acabando 2.º puesto en el 4x400
- Participó en el Campeonato de España sub-23 2005 en la prueba Heptatlón  finalizando en 6.º puesto
- Participó en el Campeonato de Cataluña sub-23 2005 en la prueba de Heptatlón finalizando en 1.º puesto
- Participó en el Campeonato de Cataluña 2005 en la prueba de Heptatlón absoluto finalizando en 2.º puesto

El 15 de febrero de 2020 en Sankt Moritz (Suiza) se convirtió en el primer campeón de España de skeleton de la historia.
Ander Mirambell recibió la medalla de la ciudad de Barcelona en 2018.
El 15 de diciembre de 2021 en Lake Placid (Estados Unidos) se proclama subcampeón de la Copa América de Skeleton.
El 14 de enero de 2022 en Sankt Moritz (Suiza) consigue su clasificación para sus 4.º Juegos Olímpicos de Invierno

## Resultados en los Juegos Olímpicos de invierno
| Año  | Fecha                 | Lugar                      | Posición | Disciplina |
| ---- | --------------------- | -------------------------- | -------- | ---------- |
| 2010 | 19 de febrero de 2010 | Vancouver, Canadá          | 24.º     | Skeleton   |
| 2014 | 15 de febrero de 2014 | Sochi, Rusia               | 26.º     | Skeleton   |
| 2018 | 16 de febrero de 2018 | Pyeongchang, Corea del Sur | 23.º     | Skeleton   |
| 2022 | 12 de febrero de 2022 | Pekín, China               | 24.º     | Skeleton   |

## Resultados en el Campeonato Mundial
| Edición | Lugar                       | Posición |
| ------- | --------------------------- | -------- |
| 2008    | Altenberg, Alemania         | 27.º     |
| 2009    | Lake Placid, Estados Unidos | 27.º     |
| 2011    | Königssee, Alemania         | 26.º     |
| 2012    | Lake Placid, Estados Unidos | 25.º     |
| 2013    | St. Moritz, Suiza           | 22.º     |
| 2015    | Winterberg, Alemania        | 30.º     |
| 2016    | Igls, Austria               | 27.º     |
| 2017    | Königssee, Alemania         | 20.º     |
| 2019    | Whistler, Canadá            | DNS      |
| 2020    | Altenberg, Alemania         | Ab.      |